# Yvette Taborin
Yvette Taborin (16 de mayo de 1929, París, Francia - 8 de septiembre de 2020, París, Francia) fue una arqueóloga y profesora emérita de la Universidad de París-1 Panthéon-Sorbonne.

## Biografía
Inicialmente Taborin estudio la carrera de Derecho, pero pronto cambio hacia la etnología, donde conoció y estudió con el prehistoriador André Leroi-Gourhan, quien además fue su director. Hizo cursos de prehistoria en la Universidad de París 1, asistió al Musée de l'Homme . En 1987 defendió su tesis doctoral titulada Les Coquillages dans la parure paléolithique en France, que luego sería publicada  en Gallia Préhistoire. Fue nombrada profesora en la Universidad de París 1. Fue responsable de las excavaciones de Étiolles desde 1972 hasta 2000, donde además participó como docente de gran cantidad de arqueólogos en las excavaciones de verano que se realizaban allí.
Fue una de las primeras investigadoras en interesarse por el estudio arqueológico de las conchas a través de los ornamentos prehistóricos, hasta convertirse en una especialista en la temática.

## Principales publicaciones
- Les Coquillages dans la parure paléolithique en France, Paris, Univ. Paris 1, 1987.
- La parure en coquillage au Paléolithique, Paris, CNRS éd., 1993.
- Les sociétés de la préhistoire, (avec J.-P. Mohen), Paris, Hachette supérieur, 1998.
- Langage sans parole : la parure aux temps préhistoriques, Paris, la Maison des roches, 2004.

Publicó artículos en revistas científicas como el Bulletin de la Société Préhistorique Française y Gallia Préhistoire, entre otras.